# Mike O'Connor
Mike O'Connor (Alemania, 8 de febrero de 1946-Ciudad de México, 29 de diciembre de 2013) fue un periodista y corresponsal de guerra estadounidense nacido en Alemania. Fue representante en México del Comité para la Protección de los Periodistas (CPJ). Nacido en Alemania después de la Segunda Guerra Mundial de padres estadounidenses estacionados en un campo de refugiados, O'Connor comenzó su carrera como periodista en la década de 1980. Como periodista en el extranjero, cubrió guerras civiles y conflictos para NPR, The New York Times, CBS News, entre otros.
En 2009, comenzó su trabajo en el CPJ como representante de México, uno de los países más peligrosos del mundo para los periodistas. Viajó por todo el país investigando ataques contra la prensa y casos de intimidación, desapariciones y asesinatos de periodistas mexicanos. En 2012, fue una de las principales figuras detrás de la promoción de una ley federal firmada por el expresidente Felipe Calderón que otorgó al gobierno federal más competencia para investigar delitos contra la prensa, casos tradicionalmente reservados a funcionarios locales y estatales.

## Biografía
Mike O'Connor nació en Alemania el 8 de febrero de 1946, hijo de Jerry y Jess O'Connor. Su padre estuvo destinado allí después de la conclusión de la Segunda Guerra Mundial y estaba a cargo de supervisar los campamentos de personas desplazadas en el conflicto. Cuando era niño, O'Connor se mudó de Estados Unidos a México, donde aprendió a hablar español. La familia huía a México constantemente porque creían estar en el radar del gobierno estadounidense por su simpatía y cercanía con los grupos políticos de izquierda. Durante sus primeros años de vida, O'Connor vivió cerca de la frontera entre Estados Unidos y México. Fue mucho más tarde en su vida que O'Connor se enteró de que su madre estaba afiliada al Partido Laborista Independiente y estaba en la lista negra de la Oficina Federal de Investigaciones (FBI).
Comenzó su carrera como reportero en la década de 1980 en el área de San Francisco antes de trabajar como corresponsal de guerra para CBS News, cubriendo las guerras civiles en El Salvador y Nicaragua, y noticias en el resto de América Latina. Luego regresó a California y volvió a trabajar como reportero local. Luego pasó a cubrir asuntos centroamericanos para The New York Times (NYT) y NPR. Sus reportajes de investigación en Haití le valieron el premio "Overseas Press Club". Para el NYT, O'Connor cubrió el conflicto y las consecuencias en Yugoslavia. Luego pasó a trabajar para NPR y cubrió el conflicto israelí-palestino. En enero de 2009, comenzó a trabajar para el Comité para la Protección de los Periodistas (CPJ), una organización sin fines de lucro con sede en Nueva York que crea conciencia y protege la libertad de prensa y los derechos de los periodistas en todo el mundo. O'Connor fue corresponsal en México del CPJ. A menudo viajaba a zonas peligrosas para los periodistas en México para denunciar intimidaciones, desapariciones y asesinatos de periodistas mexicanos.
En su primer informe importante para el CPJ en 2009, publicó un artículo sobre la violencia relacionada con las drogas y la censura de periodistas en Ciudad Juárez, Chihuahua, una de las ciudades más peligrosas del país ese año. Entre sus obras más importantes se encuentra "Silencio o muerte en la prensa mexicana", un informe de 43 páginas que fue presentado al presidente de México, Felipe Calderón, en septiembre de 2010. Fue una de las principales figuras detrás de la promoción de la "Ley para la Protección de los Defensores de Derechos Humanos y Periodistas", que fue aprobada por el gobierno mexicano en 2012. La ley otorgó a las autoridades a nivel federal más autonomía para perseguir los delitos contra la prensa en México. La investigación del CPJ realizada por O'Connor y sus colegas mostró que los ataques contra la prensa en el país a menudo eran ignorados e incluso facilitados por funcionarios encargados de hacer cumplir la ley corruptos, especialmente a nivel estatal y local. México es uno de los países más peligrosos para los periodistas en el mundo con uno de los niveles más altos de crímenes sin resolver contra la prensa.

## Vida personal
O'Connor vivió en México durante varios años, un país que amó y admiró profundamente durante muchos años de su vida, incluyendo la Ciudad de México y Monterrey. Estaba casado con Tracy Wilkinson, la jefa de la oficina de la Ciudad de México para Los Angeles Times. Tuvo dos hijos, Sean y Gabriel; dos nietas y cuatro hermanos.
Flleció mientras dormía en su casa en Ciudad de México debido a un aparente ataque al corazón el 29 de diciembre de 2013.
El Departamento de Estado de los Estados Unidos extendió sus condolencias; Reporteros sin Fronteras (RWB) y la Comisión de Derechos Humanos de la Ciudad de México lamentó la muerte y reconoció el trabajo de O'Connor para destapar y combatir todo tipo de amenazas a la seguridad de los periodistas mexicanos.

## Otras lecturas
- O'Connor, Mike (4 de marzo de 2009). Crisis, Pursued by Disaster, Followed Closely by Catastrophe: A Memoir of Life on the Run. Random House LLC. p. 304. ISBN 0307555437.